# Baby Done
Baby Done es una película de comedia neozelandesa de 2020 dirigida por Curtis Vowell y producida por Taika Waititi, escrita por Sophie Henderson y protagonizada por Rose Matafeo.

## Sinopsis
Zoe es una joven que descubre que está embarazada. Pero, actuando en negación, intenta vivir una vida de soltera salvaje antes de que llegue el bebé. Su novio, Tim, tiene la reacción opuesta a la noticia del bebé y entra en modo de anidación.

## Reparto
- Rosa Matafeo como Zoe
- Matthew Lewis como Tim
- Nic Sampson como Brian
- Emily Barclay como Molly
- Alice Snedden como Profesora prenatal
- Tom Sainsbury como Hombre estúpido

## Producción
El matrimonio Henderson y Vowell hicieron la película semiautobiográfica por su propio miedo a envejecer y sentar cabeza.

## Estreno
La película se estrenó en Australia y Nueva Zelanda el 22 de octubre de 2020. Posteriormente se estrenó en el Reino Unido e Irlanda el 22 de enero de 2021.